# اسهانی
اسهانی (به انگلیسی: Eshani) یک منطقهٔ مسکونی در پاکستان است که در ناحیه بارخان واقع شده‌است.